# Mihály Kata
Mihály Kaya (Budapest, 13 aprile 2002) è un calciatore ungherese, centrocampista dell'MTK Budapest e della nazionale ungherese.

## Caratteristiche tecniche
È un centrocampista difensivo.

## Carriera

### Club
Cresciuto nel settore giovanile dell'MTK Budapest, debutta in prima squadra il 7 agosto 2019 in occasione dell'incontro di Nemzeti Bajnokság II pareggiato 1-1 contro il Budaörs.

### Nazionale
Nel 2021 viene convocato dalla nazionale under-21 per il campionato europeo di categoria.
Il 29 agosto 2023 viene convocato per la prima volta in nazionale maggiore, con cui esordisce il 7 settembre seguente subentrando al 77' nel successo per 1-2 in casa della Serbia.

## Statistiche
Statistiche aggiornate al 14 maggio 2023.

### Presenze e reti nei club
| Stagione        | Squadra         | Campionato      | Campionato | Campionato | Coppe nazionali | Coppe nazionali | Coppe nazionali | Coppe continentali | Coppe continentali | Coppe continentali | Altre coppe | Altre coppe | Altre coppe | Totale | Totale | Totale |
| Stagione        | Squadra         | Comp            | Pres       | Reti       | Comp            | Pres            | Reti            | Comp               | Pres               | Reti               | Comp        | Pres        | Reti        | Pres   | Reti   |        |
| --------------- | --------------- | --------------- | ---------- | ---------- | --------------- | --------------- | --------------- | ------------------ | ------------------ | ------------------ | ----------- | ----------- | ----------- | ------ | ------ | ------ |
| 2019-2020       | MTK Budapest    | NB2             | 19         | 0          | CU              | 3               | 0               |                    | -                  | -                  |             | -           | -           | 22     | 0      |        |
| 2020-2021       | MTK Budapest    | NB1             | 24         | 1          | CU              | 4               | 0               |                    | -                  | -                  |             | -           | -           | 28     | 1      |        |
| 2021-2022       | MTK Budapest    | NB1             | 20         | 0          | CU              | 1               | 0               |                    | -                  | -                  |             | -           | -           | 21     | 0      |        |
| 2022-2023       | MTK Budapest    | NB2             | 35         | 2          | CU              | 3               | 0               |                    | -                  | -                  |             | -           | -           | 38     | 2      |        |
| Totale carriera | Totale carriera | Totale carriera | 98         | 3          |                 | 11              | 0               |                    | -                  | -                  |             | -           | -           | 109    | 3      |        |

### Cronologia presenze e reti in nazionale
| Cronologia completa delle presenze e delle reti in nazionale ― Ungheria | Cronologia completa delle presenze e delle reti in nazionale ― Ungheria | Cronologia completa delle presenze e delle reti in nazionale ― Ungheria | Cronologia completa delle presenze e delle reti in nazionale ― Ungheria | Cronologia completa delle presenze e delle reti in nazionale ― Ungheria | Cronologia completa delle presenze e delle reti in nazionale ― Ungheria | Cronologia completa delle presenze e delle reti in nazionale ― Ungheria | Cronologia completa delle presenze e delle reti in nazionale ― Ungheria |
| Data                                                                    | Città                                                                   | In casa                                                                 | Risultato                                                               | Ospiti                                                                  | Competizione                                                            | Reti                                                                    | Note                                                                    |
| ----------------------------------------------------------------------- | ----------------------------------------------------------------------- | ----------------------------------------------------------------------- | ----------------------------------------------------------------------- | ----------------------------------------------------------------------- | ----------------------------------------------------------------------- | ----------------------------------------------------------------------- | ----------------------------------------------------------------------- |
| 7-9-2023                                                                | Belgrado                                                                | Serbia                                                                  | 1 – 2                                                                   | Ungheria                                                                | Qual. Euro 2024                                                         | -                                                                       | 77’                                                                     |
| 10-9-2023                                                               | Budapest                                                                | Ungheria                                                                | 1 – 1                                                                   | Rep. Ceca                                                               | Amichevole                                                              | -                                                                       | 84’                                                                     |
| 14-10-2023                                                              | Budapest                                                                | Ungheria                                                                | 2 – 1                                                                   | Serbia                                                                  | Qual. Euro 2024                                                         | -                                                                       | 74’                                                                     |
| 19-11-2024                                                              | Budapest                                                                | Ungheria                                                                | 1 – 1                                                                   | Germania                                                                | UEFA Nations League 2024-2025 - 1º turno                                | -                                                                       | 65’                                                                     |
| 20-3-2025                                                               | Istanbul                                                                | Turchia                                                                 | 3 – 1                                                                   | Ungheria                                                                | UEFA Nations League 2024-2025 - Play-off                                | -                                                                       | 46’ 77’                                                                 |
| Totale                                                                  |                                                                         | Presenze                                                                | 5                                                                       |                                                                         | Reti                                                                    | 0                                                                       |                                                                         |

## Palmarès

### Club

#### Competizioni nazionali
- Nemzeti Bajnokság II: 1

MTK Budapest: 2022-2023